# Forever Young (canción de Bob Dylan)
«Forever Young» (en español, 'Por siempre joven') es una canción compuesta por el cantante estadounidense Bob Dylan. Fue incluida en el álbum Planet Waves, editado el 17 de enero de 1974.

## Análisis
En las notas para el álbum recopilatorio de 2007 titulado DYLAN, Bill Flanagan dijo acerca de "Forever Young":

Después de una pausa de 8 años desde la última gira, la leyenda de Dylan era suficientemente grande como para compararla con la de los doce apóstoles y un par de Budas. Accedió a volver a la carretera en 1974 con The Band, su viejo grupo de apoyo, que se habían convertido en estrellas por su cuenta durante todo ese tiempo. Se juntaron y pronto dejaron listo un álbum, Planet Waves, que recogía dos versiones diferentes de una canción que era como una bendición de un padre hacia un hijo. Durante los años en que Dylan había estado alejado de los escenarios, había sido padre. Tenía eso en común con buena parte de la audiencia, y la canción lo reflejaba. Fue memorablemente recitada en la televisión estadounidense por Howard Cosell cuando Muhammad Ali ganó la corona de los pesos pesados por tercera vez.

## Rod Stewart
Rod Stewart grabó una canción titulada también "Forever Young", que fue publicada como sencillo e incluida en su álbum Out of Order, de 1988. La canción era remacablemente similar a la de Bob Dylan, compartiendo no solo similar melodía sino buena parte de la letra. Stewart accedió a compartir los royalties de la canción con Dylan.

## Remix de 2009
En 2009, un remix de la canción, "Forever Young (Continued)" fue incluido en un anuncio de Pepsi, incluyendo al cantante will.i.am rapeando unos versos.

## "Forever Young" en la cultura popular
La serie de televisión Parenthood (2010) usa la segunda versión de la canción del álbum "Planet Waves", como tema principal.
"Forever Young" es una de las siete canciones de Dylan cuyas letras fueron arregladas para soprano, piano y orquesta por John Corigliano para su ciclo de canciones Mr. Tambourine Man: Seven Poems of Bob Dylan.

## Versiones
- The Band con Bob Dylan, versión en directo en The Last Waltz
- Grateful Dead con Neil Young, versión en directo el 3/11/1991 en el Golden Gate Park en San Francisco.
- Chris & Rich Robinson de The Black Crowes, versión en directo en Brothers of a Feather: Live at the Roxy en Los Ángeles, California (DVD publicado el 10 de julio de 2007)
- Joan Báez
- Harry Belafonte, en CBS CB85254, 1977
- Johnny Cash
- Billy Corgan en Bozo:  40 Years of Fun!
- Jerry Garcia y su banda
- Rebbie Jackson, para la banda sonora Free Willy 2: The Adventure Home
- Patti LaBelle, en Live Aid
- Stoney LaRue, en The Red Dirt Album
- Meat Loaf, en Couldn't Have Said It Better
- Audra Mae, dos versiones diferentes usadas en la temporada 1 episodio 12 de Sons of Anarchy
- The Pretenders, en Last of the Independents
- Diana Ross, en Swept Away
- Rod Stewart en Out of Order
- Soweto Gospel Choir
- Kitty Wells
- Augusto Schuster, Daniela Castillo y Josefina Fiebelkorn, para la obra teatral chilena Peter Pan, el musical (2015)[5][6]